# ویژنا (ناحیه ژدار ناد سازاوو)
ویژنا (به چکی: Věžná) یک منطقهٔ مسکونی در جمهوری چک است که در ناحیه ژدار ناد سازاووو واقع شده‌است. ویژنا ۸٫۶۶ کیلومتر مربع مساحت و ۲۲۷ نفر جمعیت دارد و ۴۸۵ متر بالاتر از سطح دریا واقع شده‌است.